# Région métropolitaine de Trois-Rivières

La région métropolitaine de recensement de Trois-Rivières en 2011.

La région métropolitaine de Trois-Rivières est une entité géostatistique définie par Statistique Canada qui est formé de la ville de Trois-Rivières et des municipalités environnantes partageant un lien élevé au niveau du travail. Il ne s'agit pas d'une entité administrative, l'administration régionale étant partagée par 7 municipalités régionales de comté dans deux régions administratives du Québec.

## Administrations

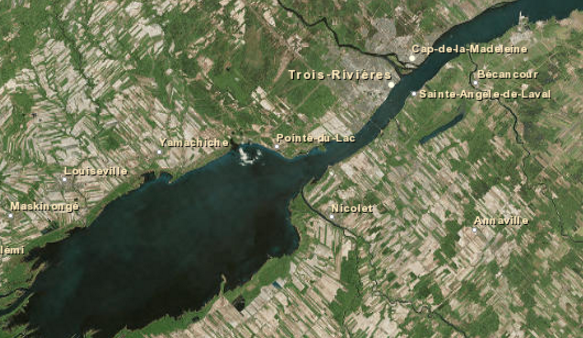
Vue satellite.

Le territoire de la région métropolitaine de Trois-Rivières comprend le territoire des municipalités ayant une intégration élevée avec Trois-Rivières, celle-ci est calculée par le navettage quotidien pour le travail. Lors du recensement de 2011, la région métropolitaine de Trois-Rivières comprenait 7 municipalités :
- Bécancour
- Champlain
- Saint-Luc-de-Vincennes

- Saint-Maurice (Les Chenaux)
- Trois-Rivières
- Wôlinak
- Yamachiche (Maskinongé)

## Démographie
Lors du recensement de 2011, la population de la région métropolitaine de recensement était de 151 773 habitants sur une superficie de 1 041,15 km2.

## Annexe